# Воля-Скарбкова
Воля-Скарбкова (пол. Wola Skarbkowa) — село в Польщі, у гміні Осенцини Радзейовського повіту Куявсько-Поморського воєводства.
Населення — 228 осіб (2011).
У 1975-1998 роках село належало до Влоцлавського воєводства.

## Демографія
Демографічна структура станом на 31 березня 2011 року:
|          | Загалом | Допрацездатний вік | Працездатний вік | Постпрацездатний вік |
| -------- | ------- | ------------------ | ---------------- | -------------------- |
| Чоловіки | 111     | 24                 | 72               | 15                   |
| Жінки    | 117     | 18                 | 70               | 29                   |
| Разом    | 228     | 42                 | 142              | 44                   |